# Peste bovina
La peste bovina (o peste del ganado) fue una enfermedad viral infecciosa que atacaba al ganado, al búfalo  doméstico y a algunas especies de animales salvajes. La enfermedad se caracterizaba por fiebre, erosiones orales, diarrea, necrosis linfoide y alta tasa de mortalidad. Tras una campaña de erradicación global, el último caso confirmado de peste bovina data del  2001. El 14 de octubre de 2010, la FAO de las Naciones Unidas anunció que las actividades de campo en la campaña mundial para erradicar la enfermedad que habían durado varias décadas estaban llegando a su fin, y que estaba prevista una declaración formal para 2011 en la cual se confirmase la erradicación de la peste bovina.
En mayo de 2011, la Organización Mundial de Sanidad Animal confirmó la erradicación de la peste bovina, después de más de veinte años de lucha para acabar con ella. Es la segunda enfermedad, después de la viruela, en ser erradicada. El director general, Bernard Vallat, calificó de "hecho histórico" la erradicación.
La peste a veces es denominada rinderpest, que proviene del alemán, y que significa plaga del ganado.

## El virus
Dado que es un morbillivirus, el virus de la peste bovina se encuentra muy relacionado con los virus del  sarampión y el moquillo. Aunque es extremadamente letal, el virus es especialmente frágil y se desactiva rápidamente mediante acción del calor, desecación y luz solar.